# Brežđe
Brežđe (em cirílico: Брежђе) é uma vila da Sérvia localizada no município de Mionica, pertencente ao distrito de Kolubara, na região de Kolubara Podgorina. A sua população era de 469 habitantes segundo o censo de 2011.

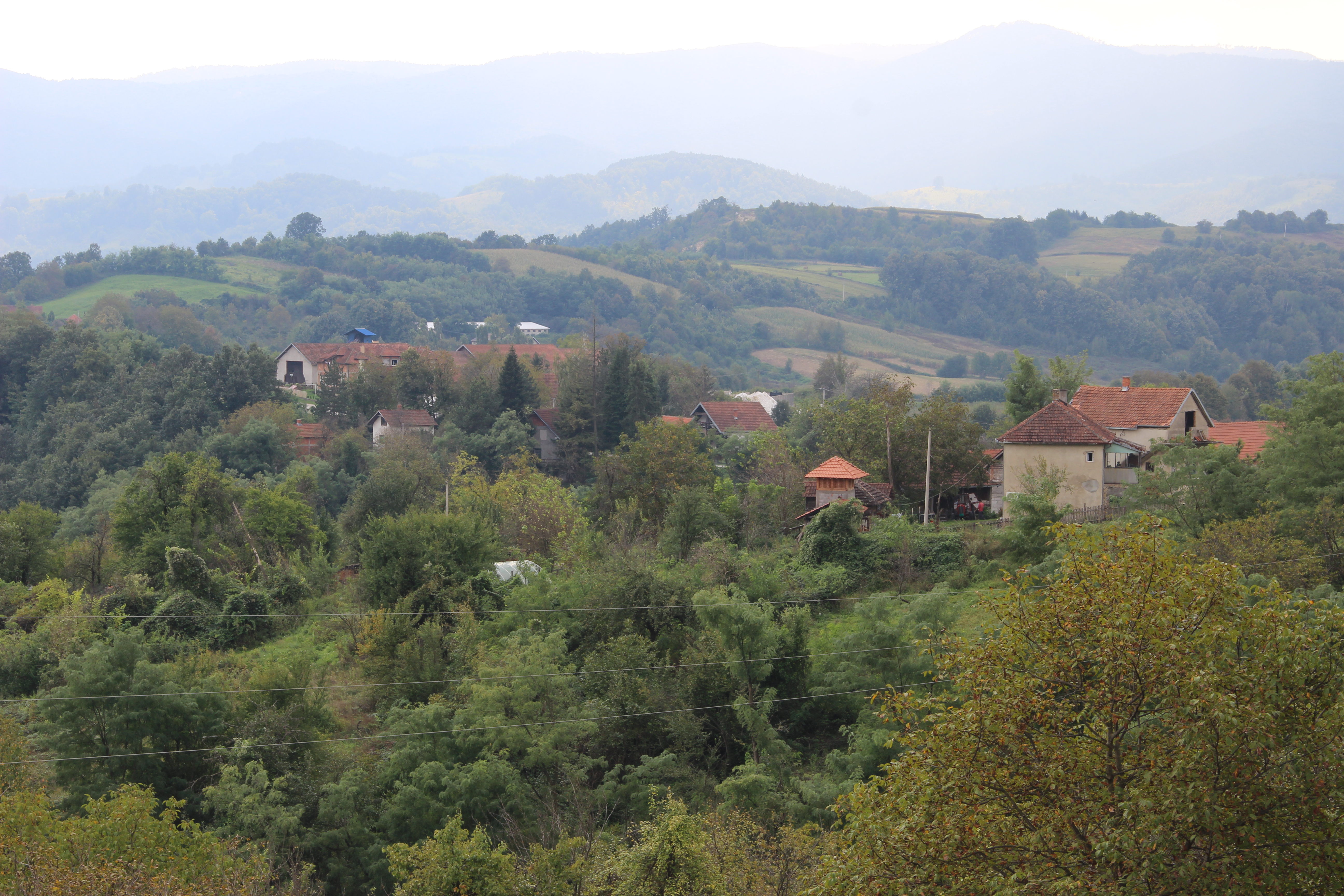
Brežđe - panorama
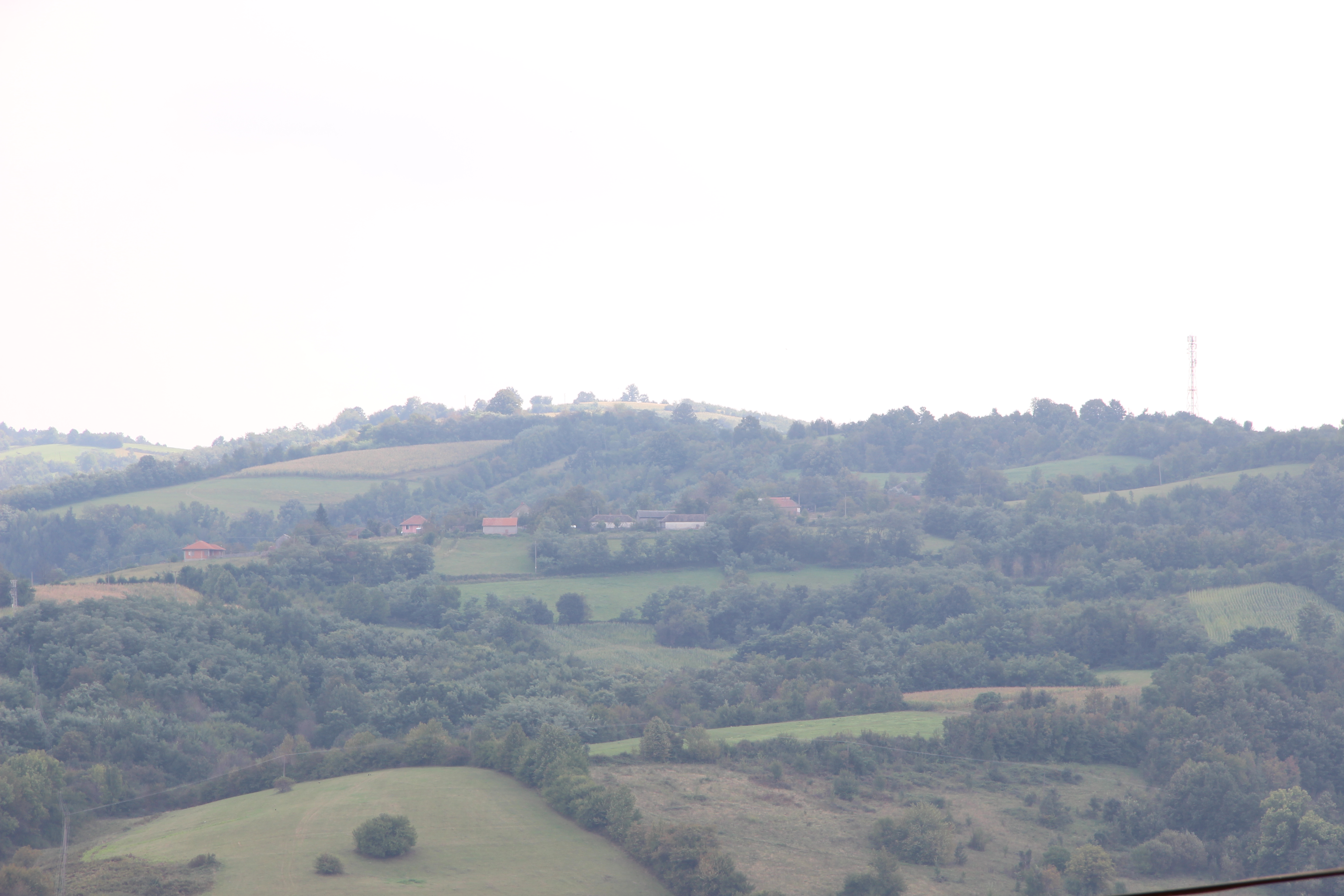
Brežđe - panorama
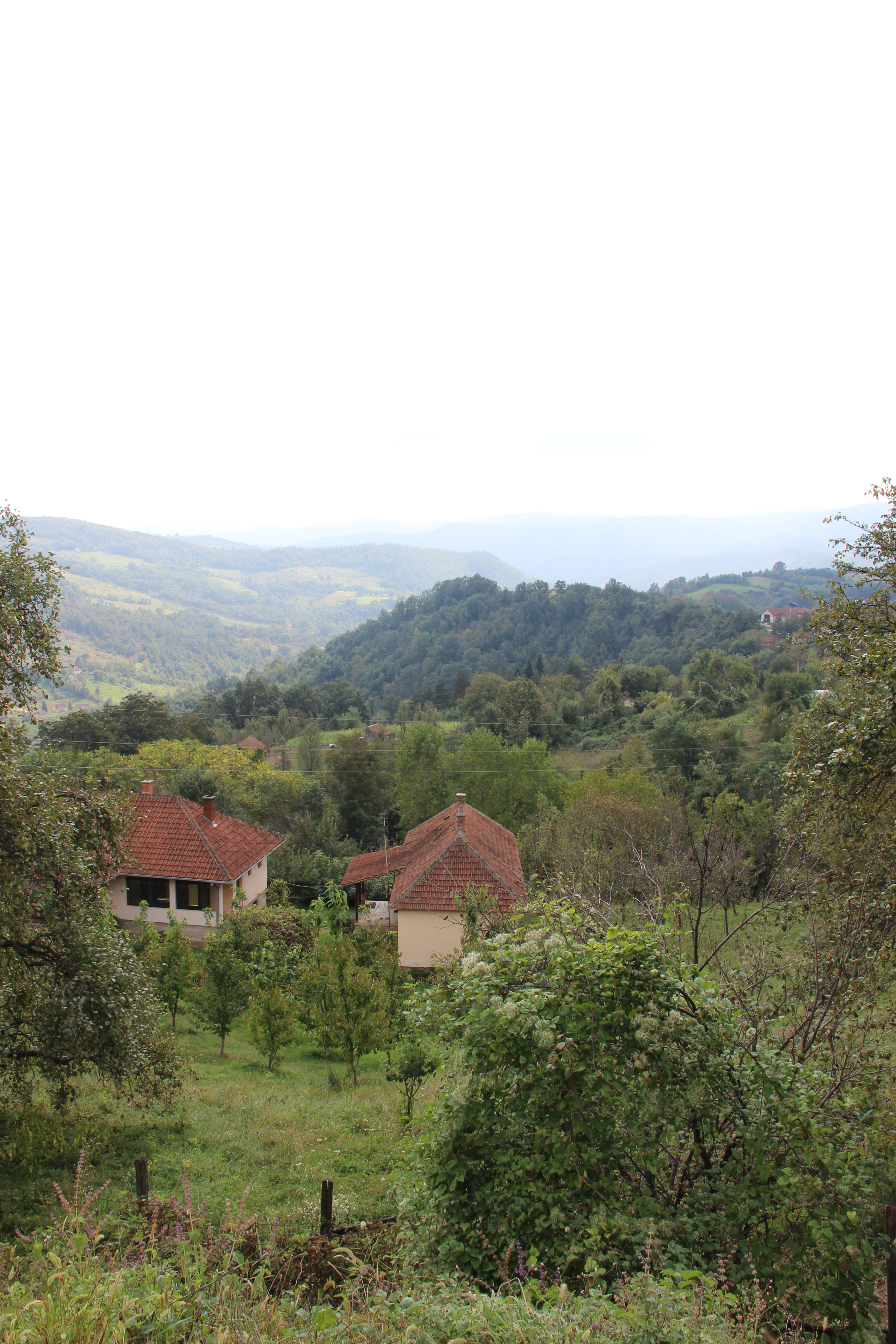
Brežđe - panorama
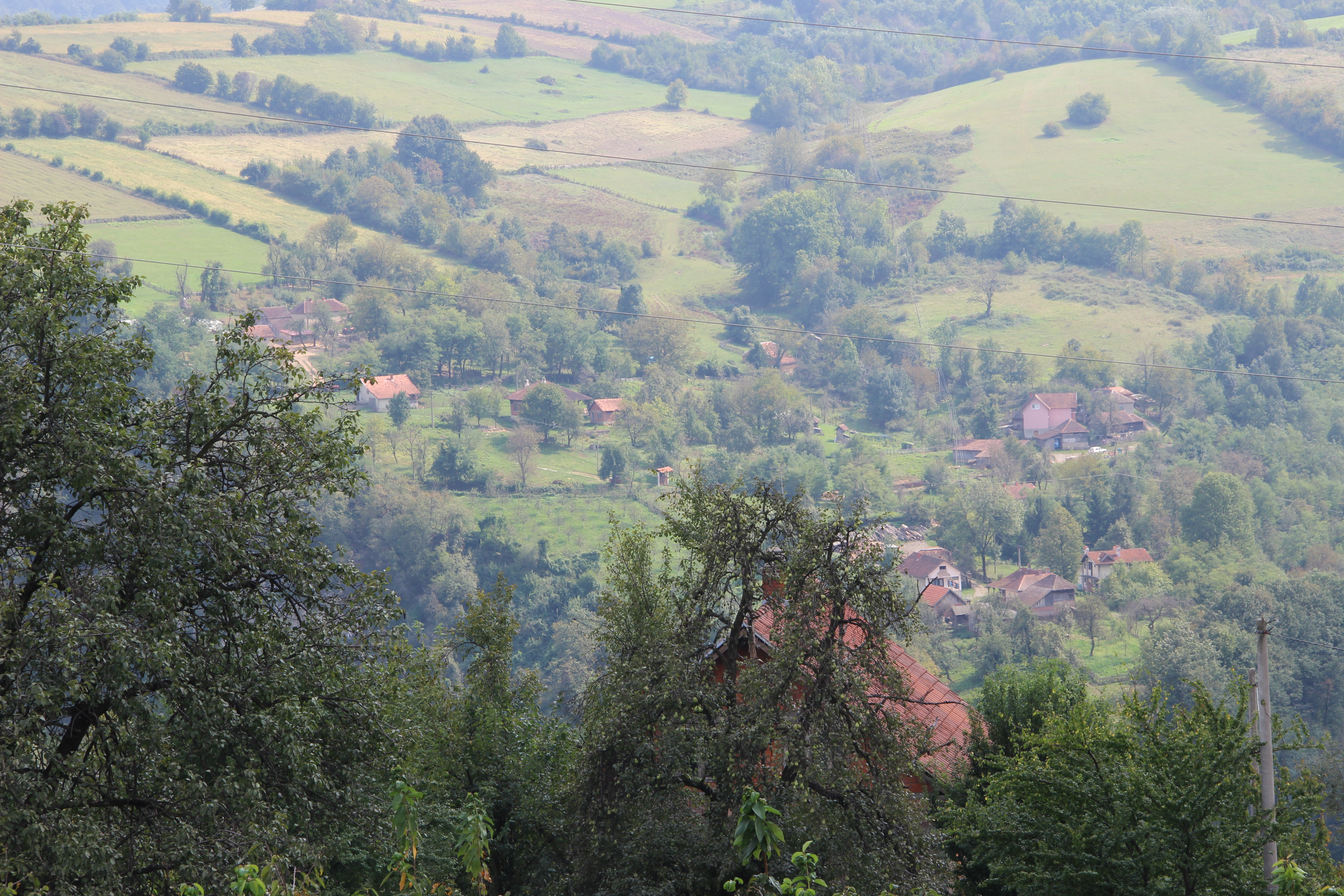
Brežđe - panorama
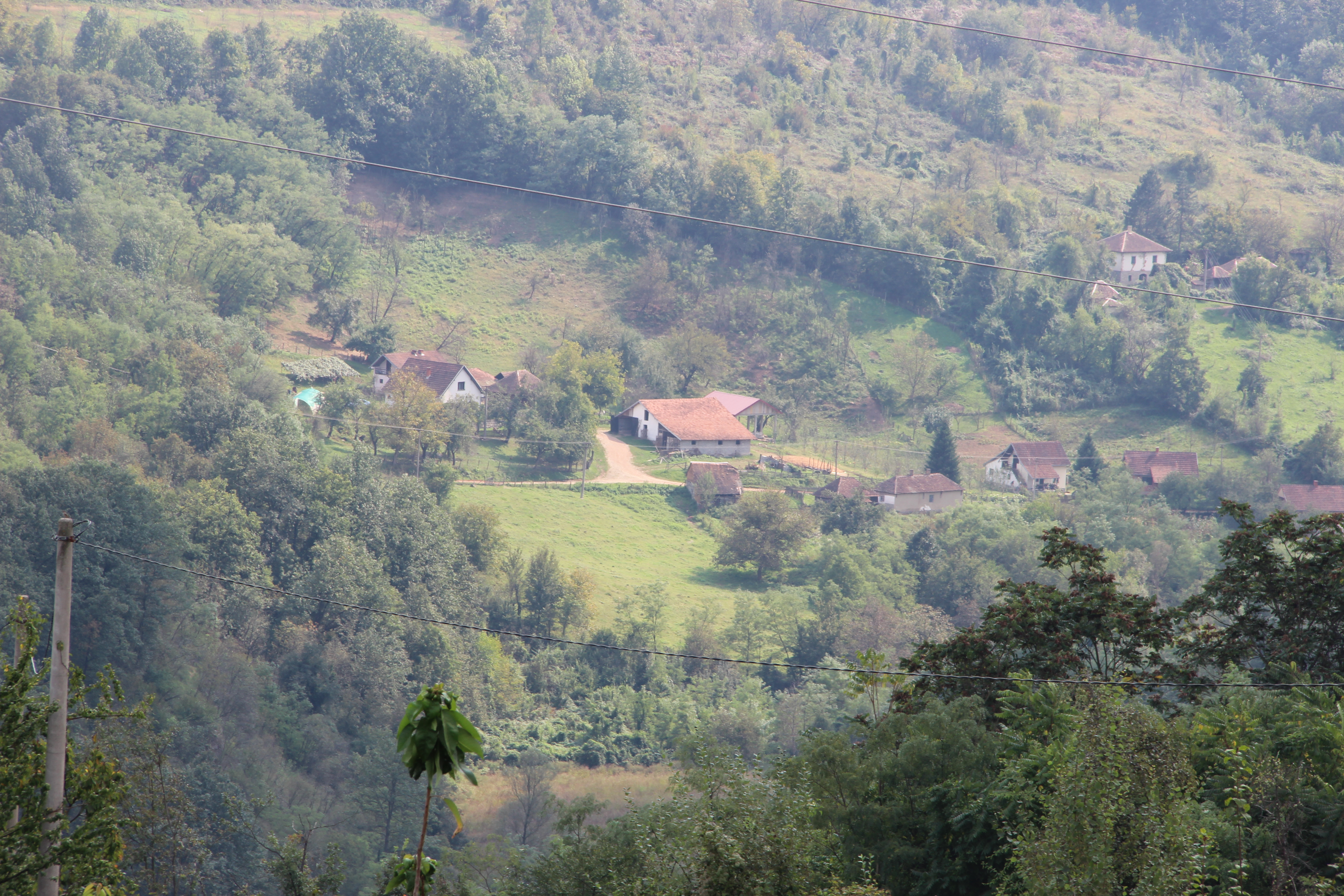
Brežđe - panorama
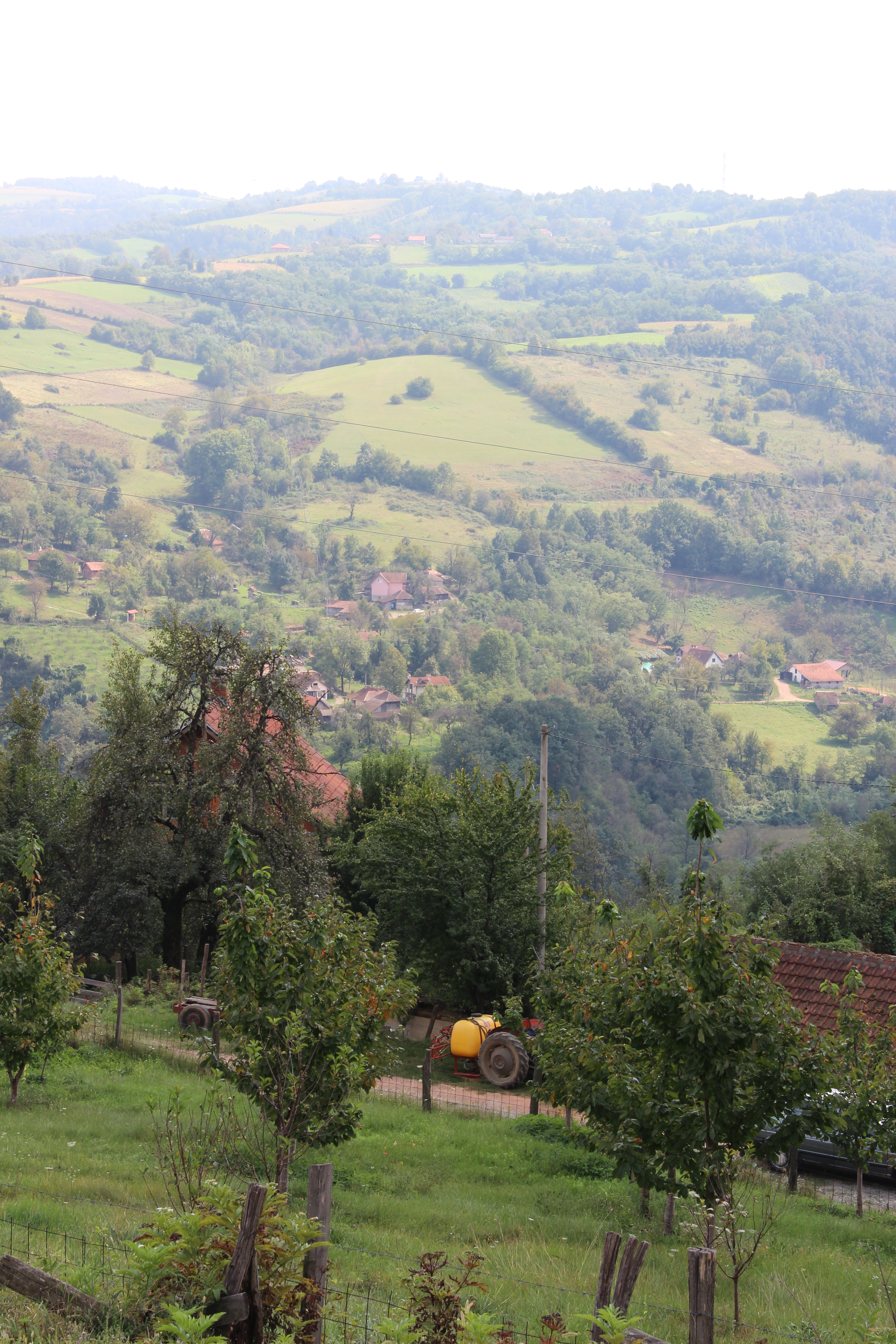
Brežđe - panorama

## Demografia
| 1948 | 1953  | 1961 | 1971 | 1981 | 1991 | 2002 | 2011 |
| ---- | ----- | ---- | ---- | ---- | ---- | ---- | ---- |
| 953  | 1 013 | 969  | 874  | 806  | 624  | 572  | 469  |